# لاندو بوتسانکا
گرلاندو «لاندو» بوتسانکا (ایتالیایی: Gerlando "Lando" Buzzanca؛ زادهٔ ۲۴ اوت ۱۹۳۵ – درگذشتهٔ ۱۸ دسامبر ۲۰۲۲) که در ایران با نام لاندو بوزانکا هم شناخته می‌شود، بازیگر اهل ایتالیا بود. وی از سال ۱۹۵۹ میلادی تا ۲۰۲۱ میلادی مشغول فعالیت بود. 
از فیلم‌هایی که وی در آن نقش داشته‌است، می‌توان به عشق‌بازان، زنت را به من قرض بده، بدهی زناشویی، برده نازنینم، گربه مامان، مرد سال، سیه‌پر نر، تن‌کامه، طلاق به سبک ایتالیایی، دختری از پارما، ساخت ایتالیا، کشیش متأهل، عشق و ازدواج، قصر لذت، کلافه و ملول از محبت خانواده، نخستین شیره زفاف و من و پسرم – ماجراهای جدید برای کمیسر ویوالدی اشاره کرد.

## مرگ
بوزانکا در پلی کلینیک دانشگاه آگوستینو جملی در رم درگذشت، جایی که چند روز قبل به دلیل زمین خوردن، بهبود یافته بود.